# Sonia Paço-Rocchia
Sonia Paço-Rocchia [so.ˈnja ˈpa.so ˈrɔ.kja], née en 1982 à Montréal, est compositrice, artiste multidisciplinaire, improvisatrice, bassoniste et codeuse créative.

## Biographie
Finissante en composition mixte de l'Université de Montréal en 2005, elle commence sa carrière en Europe, où elle est basée principalement à Londres. Elle s'établit par la suite dans les Laurentides, au Québec. Ses œuvres ont été présentées dans une dizaine de pays, dont le Canada,,,,, l'Angleterre et la Belgique. En 2019, elle devient la première femme à avoir reçu le Prix Opus dans la catégorie « Création de l'année ».
La démarche de Sonia Paço-Rocchia est centrée sur les sons, les timbres et les formes musicales ouvertes. Ses œuvres ont pour trame commune une recherche sur l’exploitation et l’élargissement des palettes sonores des instruments par le biais de l'électronique en direct, l'invention d'instruments et l'automatisation d'instruments. Ses pièces impliquent fréquemment un aspect visuel ou théâtral.
Sonia Paço-Rocchia est bassoniste-improvisatrice au London Improvisers Orchestra (de),,. Elle improvise régulièrement avec des ensembles de chambre, comme ''The Fantastique Quintet,, VibraLib et ZzCc ou en solo.

## Instruments non conventionnels ou inventés
Sonia Paço-Rocchia compose pour des instruments non conventionnels, tels que des cartes de bus, slinky, vélo et scies. Elle travaille également avec ses instruments inventés tels que l'Hélixphone, l'Égoïne à tige, la Harpe de métal, le Tube Long, le Cube. Une partie de son travail avec des instruments inventés comprend des instruments automatisés, comme les scies automatisées, des tubes automatisés et des hélixophones automatisés.

## Sélection d'œuvres

### Compositions
- Justine et les machines, opéra sur un livret de Marie-Ève Bouchard[17], une commande du prix 3 FEMMES de Mécénat Musica[18]  (2021-2022)
- Trouée, une œuvre pour  saxophone baryton (doublée au piccolo), clarinette contrebasse, deux Tables de Babel (instrument de Jean-François Laporte), orgue de sirène (instrument de Jean-François Laporte), percussions incluant une Lame électrique, une Égoïne à tiges et un Fexatone sur pied (des instruments inventés par Sonia Paço-Rocchia), et traitement en temps réel multi-pistes. Cette œuvre est une commande de SuperMusique et Totem Contemporain, et a été nommée finaliste du Prix Opus « Création de l'année » de 2020[19]. (2019)
- Ode au métal est une œuvre pour un quatuor de saxophones, incorporées dans une installation de métal augmenté. La structure de cette œuvre comprend un traitement en temps réel quadriphonique. Ce travail est une commande du quatuor de saxophones Quasar[20]. Cette œuvre a reçu deux Prix Opus soit, «Création de l'année» et «Concert de l'année, musique actuelle, électroacoustique»[3],[21],[22]. (2019)

- Si on l'ouvrait est une composition pour flûte alto, clarinette basse, violon, violoncelle, piano, Flex sur pied, boîtes à capteur, automate de projection et traitement en temps réel quadriphonique. Cette œuvre est une commande de l’ensemble Paramirabo[23],[24]. (2019)
- Nouvelle vie, nouvelle ville est une symphonie portuaire, créée pour le 375e anniversaire de la fondation de la ville de Montréal. Cette commande du Musée Pointe à Callière offre une composition pour quintette de cuivres (Magnitude6), avec l'ajout d'une égoïne, une égoïnes à tiges, un traitement en temps réel en quadriphonie, accompagné de sifflement de trains, de bateaux et des carillons de la basilique[25]. (2017)
- Said, performance de live coding avec une plateforme de live coding Web développée par l'artiste, présentée entre autres à StudioXX[26] (2017)
- D’un autre côté, pour guitare, harpe, clavecin, cymbalum, contrebasse, cinq solides déclencheurs de sons et traitement en temps réel. Une commande d’œuvre de Code d’Accès pour l’ensemble Punctum. (2014)
- Hommage, pour 32 bassons autour du public[27],[28],[29],[30]. (2011)
- Il temps-te, variations et improvisations, traitement en temps réel quadriphonique, théâtralité, pour cornet, bugle, trompette piccolo, trompette et traitement en temps réel quadriphonique[30],[31]. (2006)
- Soupirs, pour clarinette solo, voix et traitement en temps réel[32]. (2005)
- CAM, pour sept musiciens jouant des cartes de métro de la STM, amplification sur système de diffusion quadriphonique[33],[34]. (2001)

### Installations
- Lames seules dans les bois, ensemble d’égoïnes automatisées installées dans une érablière qu’il est possible de visiter virtuellement ainsi que interagir avec via une promenade poétique où chaque choix, chaque détour influence la composition et la vidéo[35],[36]. (2020)
- Flex, une installation sonore, cinétique et interactive, un ensemble d'automates de flexatones jouant une composition non linéaire interactive, présentée dans l'espace de Curiosités sonores ambulantes (espace galerie dans fourgon aménagé appartenant à l'artiste)[37]. (2019)
- Ode au métal, pour quatuor de saxophones, installation de métal augmenté, traitement en temps réel quadriphonique, une commande du Quatuor de saxophones Quasar[20]. Cette œuvre a reçu deux Prix Opus soit «Création de l'année» et «Concert de l'année, musique actuelle, électroacoustique»[3],[21],[22]. (2019)
- Réflexion, installation sonore, visuelle, robotisée, avec interactivité-web, pour miroirs automatisés, projection et composition non linéaire présentée à l'Agence Topo[38]. (2019)
- Lames, installation sonore, in situ et interactive pour ensembles d'égoïnes automatisées, commande d’œuvre par le Centre Daïmôn, Hull, pour le parcours Interstices[39],[40] du 150e de la confédération (2017), présentée à Electric Eclectics Festival[41], Meaford  et à NAISA[42],[43], South River.
- Scies, installation sonore interactive avec composition non linéaire générative pour ensemble d’automates sonores faits de lames de scies (2016), présentée à la galerie Modern Fuel[44] lors de Tone Deaf[45].
- Hélix, installation sonore interactive, in situ, comprenant jusqu’à vingt automates d’hélixophones, un instrument basé sur le Slinky inventé par l'artiste. (2013) Hélix a été présentée entre autres à City Sonic[9], Mons, au Carré 150[7] lors du FIMAV[46], au Quai 5160[6], Montréal, à PHOS, Espace F[5], Matane, Centre d’art visuel d’Alberta[4], Edmonton.

## Expositions

### Individuelles
- Centre d'exposition de Val David, Québec (en ligne) (2020)[35]
- NAISA, South River, Ontario (2019)[43]
- Agence Topo, Montréal, Québec (2019)[38]
- Centre d’art visuel d’Alberta, Edmonton (2018)[4]
- Quai 5160, Verdun, Québec (2017-2018)[6]
- Carré 150, Victoriaville, Québec (2017)[7]
- Transcultures, Mons, Belgique (2013)[9]

### Collectives
- Electric Eclectics Festival, Meaford, Ontario (2019)[47]
- Traverse, Atelier de l'Île, Val David, Québec (2019)[37]
- PHOS, Espace F, Matane, Québec (2018)[5]
- Interstices, Daïmôn, Hull, Québec (2017)[40]
- FIMAV, Victoriaville, Québec (2017)[46]
- Tone Deaf, Modern Fuel, Kingston, Ontario (2016)[44]
- Hörlursfestival, Sollefteå, Suède (2013)[48]
- City Sonic et Park in Progress, festival international d’art sonore, Mons, Belgique (2013)[49]
- Installation sur le Slinky version pour la Croatie, à l'exposition Vrijeme nakon 2011, Gallery Kortil, Rijeka, Croatie (2011)[50]
- Leytonstone Arts Trail, Londres (2010)[51]
- Interactive Sound Installation on Living Room Scale Installation by Takako Jin, durant Leytonstone Art Trail, Londres (2009)[52]
- A Cup of Tea Solves Everything, Londres (2009)[53]

## Discographie
- Sonia Paço-Rocchia, Improvisation For Bicycle[54]

- LIO LEO LEON, Emanem Disc[55]
- Cornelius Cardew – The Great Learning[56]
- Hutch Demouilpied – Otherness Album[57]
- Avant-garde-robe[58]

## Récompenses
- Finaliste du prix Artiste de l'année des Laurentides, prix du Conseil des arts et des lettres du Québec[59]
- Lauréate du prix Excellence, art de la scène, des Grands Prix de la culture des Laurentides[60] pour l'œuvre Ode au métal, sa recherche et son rayonnement à l'international
- Lauréate du prix 3 FEMMES de Mécénat Musica pour la période 2020-2021[18] pour l'ensemble de sa démarche
- Finaliste dans la catégorie «Création de l'année» des Prix Opus[19] pour l'œuvre Trouée en 2020
- Lauréate du Prix Opus, dans la catégorie «Création de l'année» [3],[21],[22] pour l'œuvre Ode au métal en 2020
- Lauréate du Prix Opus, dans la catégorie «Concert de l'année, musique actuelle, électroacoustique»[3],[21],[22] pour l'œuvre Ode au métal en 2020
- Lauréate du prix Jeune relève[2],[61] des Grands Prix de la culture des Laurentides en 2018[62] pour l'ensemble de sa démarche